# Roger Ailes
Roger Eugene Ailes (Warren, Ohio; 15 de mayo de 1940 - Palm Beach, Florida; 18 de mayo de 2017) fue un consultor de medios y ejecutivo de televisión estadounidense.
Ailes fue el fundador, expresidente y director ejecutivo de Fox News y del grupo de canales de televisión Fox Television Stations, puestos a los cuales renunció en julio de 2016 tras ser acusado por 23 mujeres de acoso sexual. Ailes fue un consultor de medios para los presidentes republicanos Richard Nixon, Ronald Reagan y George H. W. Bush; y para la primera campaña a la alcaldía de Nueva York de Rudy Giuliani. En 2016, fue asesor en la campaña presidencial de Donald Trump, donde ayudó en la preparación de debates.

## Primeros años
Ailes nació y creció en la ciudad de Warren, Ohio, hijo de Robert Eugene Ailes, un capataz de mantenimiento de fábrica, y Donna Marie Cunningham. Ailes sufría de hemofilia y con frecuencia fue hospitalizado de joven. Asistió a las escuelas de la ciudad de Warren, y más tarde fue incluido en el Salón de la Fama de los Alumnos Distinguidos de la Escuela Secundaria Warren. Su padre era abusivo y sus padres se divorciaron en 1960. Ailes asistió a la Universidad de Ohio en Athens, Ohio, donde se especializó en radio y televisión y se desempeñó como director de la estación estudiantil WOUB durante dos años, antes de graduarse con una Licenciatura en 1962.

## Carrera

### Inicios en la televisión
La carrera de Ailes en la televisión comenzó en Cleveland y Filadelfia, donde comenzó como asistente (1962), productor (1965) y productor ejecutivo (1967-68) para KYW-TV, en un espectáculo de variedades local, The Mike Douglas Show. Continuó como productor ejecutivo para el espectáculo cuando fue puesto en redifusión nacionalmente, y en 1968 fue nominado para un premio Daytime Emmy por él.
En 1967, Ailes tuvo una acalorada discusión sobre la televisión en la política con uno de los invitados del programa, Richard Nixon, quien consideró que la televisión era un artilugio. Más tarde, Nixon pidió a Ailes servir como su productor ejecutivo para la televisión. La exitosa campaña presidencial de Nixon fue la primera aventura de Ailes en el escenario político. Su trabajo pionero en la elaboración de los temas de la campaña nacional y hacer que el rígido Nixon fuera más agradable y accesible a los votantes fue posteriormente narrado en The Selling of the President 1968 por Joe McGinniss.

### Consultoría política
En 1984, Ailes trabajó en la campaña para reelegir a Ronald Reagan. En 1987 y 1988, Ailes fue acreditado (junto con Lee Atwater) con dirigir a George H. W. Bush a la victoria en las primarias republicanas y su victoria venida de atrás en las elecciones generales sobre Michael Dukakis. Ailes escribió un guion y (con Sig Rogich) produjo el anuncio de «Puerta giratoria», en el cual muestra una línea de convictos casualmente entrando y saliendo de una prisión por medio de una puerta giratoria, así como todos los spots de transmisión de Bush en las campañas de elecciones primarias y generales. Los anuncios televisivos de Ailes para la campaña de 1988 de Bush fueron ampliamente examinados en la galardonada película documental Boogie Man: The Lee Atwater Story. [Cita requerida]
Ailes fue acreditado con la «teoría del hoyo de la orquesta» con respecto a la cobertura política sensacionalista en los medios de comunicación, que se originó con su frase:

«Si tienes dos tipos en un escenario y un tipo dice: 'Tengo una solución al problema de Oriente Medio', y el otro tipo cae en el hoyo de la orquesta, ¿quién crees que va a estar en las noticias de la noche?»

La última campaña de Ailes fue la infructuosa campaña de Dick Thornburgh para el senado de los Estados Unidos en Pensilvania en noviembre de 1991. Ailes anunció su retiro de la consultoría política en 1992. Aunque ayudó con la escritura y práctica de discursos detrás de escenas para el presidente Bush y su esposa Barbara Bush en la Convención Nacional Republicana de 1992 en Houston, Ailes no trabajó en la infructuosa campaña de reelección de Bush de 1992 contra Bill Clinton.
Días después de los atentados del 11 de septiembre de 2001, Ailes aconsejó al presidente George W. Bush que el público estadounidense sería paciente mientras estuviera convencido de que Bush estaba usando las medidas más duras posibles. La correspondencia fue revelada en el libro de Bob Woodward, Bush at War. Ailes atacó a Woodward, diciendo: «Woodward lo tiene todo equivocado, como de costumbre», y «La razón por la que no es tan rico como Tom Clancy es que mientras él y Clancy ambos inventan cosas, Clancy hace su investigación primero». Ailes se negó a emitir una copia de la nota que envió a Bush.
La carrera de Ailes inspiró al novelista Jeff Gillenkirk a componer la novela Pursuit of Darkness, sobre un despiadado operativo republicano que ha dominado la política estadounidense durante casi 200 años—como un vampiro. Margot Adler, de la Radio Pública Nacional, llamó a Pursuit of Darkness «un emocionante pajeador de páginas ... el mejor del lote. Hay juegos más allá de los juegos de este libro—ideas reales sobre las maquinaciones políticas de Washington y la naturaleza desorientada incluso de los mejores medios».

### Libros
En 1988, Ailes escribió un libro con su asistente de larga data Jon Kraushar, llamado You Are the Message: Secrets of the Master Communicators, en el que discutió algunas de sus filosofías y estrategias para el desempeño exitoso en el público.

### CNBC y America Talking
Ailes finalmente volvió a la televisión, esta vez centrándose en las noticias por cable. En 1993, se convirtió en presidente de CNBC y más tarde creó el canal America Talking, que eventualmente se convertiría en MSNBC.

### Fox News
En 1996, Ailes fue elegido por Rupert Murdoch para convertirse en el director ejecutivo fundador de Fox News, con efecto el 7 de octubre.
Después de la salida de Lachlan Murdoch de News Corporation, Ailes fue nombrado presidente del grupo de estaciones de televisión Fox Television Stations el 15 de agosto de 2005. Después de su nueva asignación, uno de sus primeros actos fue cancelar el programa A Current Affair en septiembre de 2005 y reemplazarlo con un nuevo show de Geraldo Rivera titulado Geraldo at Large, que debutó el 31 de octubre de 2005. El show de Rivera dibujó las mismas calificaciones que A Current Affair. Ailes decidió cancelar Geraldo at Large para mover a Rivera de nuevo en Fox News.
Ailes también contrató al exejecutivo de CBS Dennis Swanson en octubre de 2005. Además, hubo cambios en los programas de noticias de los afiliados con la estandarización de gráficos similares a los de Fox News, estudios rediseñados, cambios de formato de noticias, y el anuncio de un nuevo programa matutino llamado The Morning Show with Mike and Juliet para ser producido por Fox News.
En octubre de 2012, su contrato con la red se renovó por cuatro años, hasta 2016. De haberse completado, habría sido jefe de Fox News durante 20 años. Los términos salariales no se hicieron públicos, aunque sus ganancias para el año fiscal de 2012 fueron de $ 21 millones, incluyendo bonos. Además de encabezar Fox News y presidir Fox Television Stations, Ailes también presidió 20th Television, MyNetwork TV y Fox Business Network.

## Acoso sexual y renuncia
El 6 de julio de 2016, la expresentadora de Fox News Gretchen Carlson presentó una demanda de acoso sexual contra Ailes. Carlson alegó que había sido despedida por rechazar los avances de Ailes. Ailes, a través de su abogada, Susan Estrich, negó los cargos. Tres días después, Gabriel Sherman informó de relatos de seis mujeres (dos públicas y cuatro anónimas) que alegaron acoso sexual por parte de Ailes. En respuesta, la abogada de Ailes publicó una declaración: «Se ha hecho obvio que la Sra. Carlson y su abogado están tratando desesperadamente de litigar esto en la prensa porque no tienen ningún caso legal para argumentar. Las últimas acusaciones, todas de 30 a 50 años de antigüedad, son falsas».
Diez días más tarde, la revista New York informó que una revisión interna de las reclamaciones de Carlson se había expandido en una revisión más amplia de la administración de Ailes. También afirmó que Rupert Murdoch y sus hijos, Lachlan y James, habían visto suficiente información en la revisión preliminar para concluir que Ailes tenía que irse. Sin embargo, estaban en desacuerdo sobre el calendario; James quería que Ailes se fuera inmediatamente, mientras que Rupert y Lachlan querían esperar hasta después de la Convención Nacional Republicana. El 19 de julio, New York informó que la entonces presentadora de Fox News Megyn Kelly dijo a los investigadores que Ailes hizo «avances sexuales no deseados hacia ella» al comienzo de su carrera. La revista también informó que los Murdoch habían dado a Ailes un ultimátum—renunciar para el 1 de agosto o ser despedido.
El 21 de julio, Ailes renunció a su puesto bajo una cascada de presiones mediáticas y una fecha límite recibiendo $40 millones de Fox en un acuerdo de salida. Rupert Murdoch le sucedió como presidente y como director ejecutivo interino hasta el nombramiento de un reemplazo permanente. En una carta a Murdoch, Ailes dijo: «No permitiré que mi presencia se convierta en una distracción del trabajo que debe hacerse todos los días para asegurar que Fox News y Fox Business continúen liderando nuestra industria». Ailes fue agradecido por su trabajo, sin mencionar las acusaciones. Debía seguir asesorando a Murdoch y a 21st Century Fox hasta 2018.
Después de la renuncia de Ailes, Andrea Tantaros afirmó en agosto de 2016 que se acercó a ejecutivos de Fox News sobre el comportamiento de Ailes hacia ella en 2015. Ella declaró que sus acusaciones resultaron primero en ser degradada, y luego en ser sacada del aire en abril de 2016. Tantaros presentó una demanda contra Fox News en agosto de 2016 por acoso sexual, también acusando a Bill O'Reilly y Scott Brown.
El 8 de agosto de 2016, Shelly Ross, escribiendo para The Daily Beast, describió su encuentro de acoso sexual con Ailes en 1981. Afirmó que en una reunión de almuerzo Ailes le preguntó: «¿Cuándo descubriste que eras sexy?» Cuando Ross le explicó a Ailes que consideraba la conversación «muy embarazosa», respondió que «la mejor expresión de la lealtad viene en forma de una alianza sexual». Al mes siguiente, 21st Century Fox anunció que había resuelto la demanda con Carlson sobre sus acusaciones de acoso contra Ailes. También se informó que Fox había hecho acuerdos separados con al menos otras dos mujeres que se quejaron de Ailes.
En noviembre de 2016, Kelly escribió en su libro sobre los detalles de sus acusaciones de abuso sexual contra Ailes. Según Kelly, cuando se unió por primera vez a Fox News, Ailes tendría reuniones con ella, durante el cual haría comentarios sexuales. También trató de besarla varias veces durante una reunión a puerta cerrada, pero pudo evitarlo y salir de la oficina. Después de ese incidente en 2006, Kelly dijo que Ailes no la acosó sexualmente otra vez. Luego, en 2016, cuando Carlson hizo sus acusaciones de abuso sexual, Fox presionó a Kelly para que defendiera a Ailes, lo que se negó a hacer.

## Crítica
En 1995, la NBC contrató a un bufete de abogados para que llevara a cabo una investigación interna después de que Ailes supuestamente llamara al entonces presidente de la NBC David Zaslav «a little fucking Jew prick» («un pequeño puto capullo judío»).
En enero de 2011, 400 rabinos, entre ellos líderes de diversas ramas del judaísmo en los Estados Unidos, publicaron una carta abierta en The Wall Street Journal en el Día del Recuerdo del Holocausto designado por la Organización de las Naciones Unidas. Pidieron a Rupert Murdoch, presidente de News Corp, que sancionara al comentarista de Fox News, Glenn Beck, por su uso del Holocausto para «desacreditar a cualquier individuo u organización con la que esté en desacuerdo». Un ejecutivo de Fox News rechazó la carta, llamándola la obra de una «organización política de izquierda apoyada por George Soros». También se dice que Ailes una vez se refirió a sus críticos judíos como «rabinos izquierdistas».
También en 2011, Ailes fue criticado por referirse a los ejecutivos de la red pública de radio NPR como «nazis» por despedir a un analista de noticias, Juan Williams, después de que Williams había hecho observaciones consideradas por NPR como ofensivas. Ailes pidió disculpas a un grupo judío, pero no a NPR, por usar la expresión, escribiendo a la Liga Antidifamación (ADL): «Yo estaba por supuesto improvisando y no debería haber elegido esa palabra, pero estaba enojado en aquel entonces debido a la voluntad de NPR de censurar a Juan Williams por no ser lo suficientemente liberal ... Mi opinión ahora considerada [de que el despido fue] 'desagradable e inflexiblemente fanático' habría funcionado mejor». La ADL dio la bienvenida y aceptó la disculpa a través de su director nacional, Abraham Foxman; en una carta subsecuente al diario The Wall Street Journal, Foxman dijo que tanto Ailes y Beck eran «fielmente pro-Israel».

## Vida personal
Ailes se casó con Elizabeth Tilson (nacida en 1960) el 14 de febrero de 1998. Antes una ejecutiva de televisión, ella era la dueña y editora de los periódicos locales del estado de Nueva York The Putnam County News & Recorder y The Putnam County Courier. Tuvo un hijo con Tilson. La familia residió en Garrison, Nueva York, en una parcela de la cima de una colina en una casa construida de piedra de las montañas de Adirondack a través del río Hudson de la Academia Militar de los Estados Unidos en West Point.
Ailes fue un viejo amigo de la periodista y personalidad de los medios Barbara Walters.
Ailes vivía en Cresskill, Nueva Jersey y Palm Beach, Florida.

### Universidad de Ohio
A partir de 1994, Ailes financió becas para estudiantes de la Universidad de Ohio en los programas de telecomunicaciones de la universidad.
En octubre de 2007, Ailes dio una importante donación a la Universidad de Ohio para una renovada sala de redacción estudiantil. La nueva instalación duplicaría el tamaño de la sala de redacción existente de la universidad, que se modernizó por última vez en los años sesenta, y permitirá que más estudiantes participen en la estación de radio y los programas de televisión de la escuela.

### Centro para ancianos del Condado de Putnam
Ailes y su esposa Elizabeth, a través de su caridad, ACI Senior Development Corp., prometieron $ 500 000 para la finalización de un centro para ancianos en Cold Spring, Condado de Putnam, Nueva York. La oposición local a la participación de Ailes en el proyecto surgió después de la publicación de las acusaciones de acoso sexual contra él y en respuesta a un informe de The Journal News sobre condiciones previamente no divulgadas adjuntas al regalo propuesto. En esas condiciones, ACI actuaría como contratista general del proyecto sin obligación alguna de realizar licitaciones antes de adjudicar la gestión de la construcción y otros subcontratos. Además, ACI estaba eximida de cualquier obligación de pagar salarios prevalecientes a los trabajadores del proyecto, los trabajadores y subcontratistas no tendrían ningún recurso contra ACI en caso de disputas de pago y ACI entregaría su trabajo sin garantía. Después de una extensa objeción pública a la participación de Ailes en una audiencia pública del 2 de agosto de 2016, la Legislatura del Condado de Putnam suspendió la adopción del acuerdo de donación de caridad propuesto con ACI. Al día siguiente, Ailes retiró el regalo.

## Muerte
Ailes murió el 18 de mayo de 2017, en su hogar en Palm Beach, Florida, después de caer y golpear su cabeza en su casa la semana anterior. El examinador médico del Condado de Palm Beach atribuyó esto a un hematoma subdural, agravado por hemofilia. Su esposa, Elizabeth, anunció su muerte en un comunicado a Drudge Report: «Estoy profundamente triste y con el corazón roto al informar que mi marido, Roger Ailes, falleció esta mañana».
En un excepto del libro de 2013 Roger Ailes: Off Camera, Ailes habló de enfrentarse a la muerte, diciendo: «Debido a mi hemofilia, he estado preparado para enfrentarme a la muerte de toda la vida. Cuando llegue, estaré bien, tranquilo. Extrañaré la vida, sin embargo, especialmente mi familia».